# Graham Equipment Company
Graham Equipment Company war ein US-amerikanischer Hersteller von Fahrzeugen.

## Unternehmensgeschichte
J. Hector Graham leitete das Unternehmen mit Sitz in Boston in Massachusetts. Er stellte Eisenbahnwaggons her. Außerdem waren im September 1899 zehn Personenkraftwagen fertiggestellt. Der Markenname lautete Graham.
Graham führte im Oktober 1899 eine Reorganisation durch. Die neue Firmierung lautete Graham Equipment-Motor Company. Sowohl der Waggonbau als auch der Pkw-Bau wurden aufgegeben.
Es ist unklar, ob mehr als die zehn genannten Automobile entstanden.

## Pkw
Im Angebot standen Dampfwagen. Sie ähnelten den Wagen von der C. E. Whitney Motor Wagon Company. Anthrazitkohle diente als Kraftstoff.